# Air Dingin (Lembah Segar)
Air Dingin is een bestuurslaag in het regentschap Sawah Lunto van de provincie West-Sumatra, Indonesië. Air Dingin telt 970 inwoners (volkstelling 2010).